# سیارک ۸۰۴۴
سیارک ۸۰۴۴ (به انگلیسی: 8044 Tsuchiyama، نامگذاری:1994YT) هشت هزار و چهل و چهارمین سیارک کشف شده‌است که در ۲۸ دسامبر ۱۹۹۴ کشف شد.